# Olympische Jugend-Sommerspiele 2010/Teilnehmer (Papua-Neuguinea)
| Gelbes Symbol für Goldmedaillen mit stilisierten Olympischen Ringen | Graues Symbol für Silbermedaillen mit stilisierten Olympischen Ringen | Braundes Symbol für Bronzemedaillen mit stilisierten Olympischen Ringen |
| ------------------------------------------------------------------- | --------------------------------------------------------------------- | ----------------------------------------------------------------------- |
| —                                                                   | —                                                                     | —                                                                       |

Die Jugend-Olympiamannschaft aus Papua-Neuguinea für die I. Olympischen Jugend-Sommerspiele vom 14. bis 26. August 2010 in Singapur bestand aus 21 Athleten.
Der Leichtathlet John Rivan konnte im Staffellauf die Bronzemedaille gewinnen. Da diese mit einer gemischten Mannschaft gewonnen wurde, fließt sie nicht in den offiziellen Medaillenspiegel ein.

## Athleten nach Sportarten

### Fußball
Mädchen
- 6. Platz
- Kader
Cathura Ramoi
Carolyn Obi
Bridget Kadu
Talitha Irakau
Josephine McNamara
Lucy Maino
Grace Steven
Alexier Stephen
Fiona Vulia
Geenaidah Willie
Dinna Awele
Catherine Sebenaia
Ramona Lorenz
Rumona Morris
Georgina Kaikas
Biangka Gubag
Maravai Vulia
Wena Laka

### Gewichtheben
Jungen
- Steven Kari
Klasse bis 77 kg: 4. Platz

### Leichtathletik
Jungen
- John Rivan
200 m: 18. Platz
Staffellauf: Bronze  (mit dem Team Ozeanien)

### Schwimmen
Jungen
- Ian Nakmai
50 m Brust: 13. Platz (Halbfinale)
100 m Brust: DNS